# Пеннак, Даниэль
Даниэ́ль Пенна́к (фр. Daniel Pennac, настоящее имя — Daniel Pennacchioni, род. 1 декабря 1944, Касабланка, Марокко) — французский писатель.

## Биография
Родился в семье военного в 1944 году. По происхождению — корсиканец. Детство и юность провёл в военных гарнизонах во французских колониях — в Африке и в Юго-Восточной Азии.
В школе был плохим учеником, однако под конец учёбы стал делать необыкновенные успехи благодаря влиянию четырёх преподавателей, которых Пеннак вспоминает в своей книге «Chagrin d'école», и любви. Итогом всех влияний стал сначала бакалавриат, а затем и лицензиат по французскому языку и литературе, который дал право Пеннаку преподавать в колледжах. Лицензиат Пеннак получил в 1969 году, сразу после студенческой революции. Его отец шутил: «Тебе понадобилась революция, чтобы получить лицензиат, нам стоит опасаться третьей мировой, если ты хочешь получить агреже?» (Агреже — следующая ступень во французской системе образования).
В 1970 году стал школьным учителем литературы в Суассоне, недалеко от Парижа.
Первые его литературные опыты были отвергнуты большинством редакций, но один известный редактор прислал автору аргументированный разбор его произведения и посоветовал совершенствовать явный литературный дар.
Мировую известность ему принесли детективные романы о семье Малоссен, действие которых происходит в Бельвиле, бедном и криминальном районе Парижа, населённом выходцами из разных стран.
Пеннак начал сочинять книги для детей во время пребывания в Бразилии c 1978 по 1980 год. К этому периоду относятся его книги «Собака Пёс» (1982) и «Глаз волка» (1984).
В дальнейшем Пеннак выступает как автор политической сатиры, а позднее проявляет интерес к детективу «чёрной серии». В 1985 году был издан роман «Людоедское счастье» — первый из серии о Бенжамене Малоссене, профессиональном «козле отпущения» и его семье, проживающей в районе Белльвиль (Париж). За ним последовали «Фея Карабина» (1987), «Маленькая торговка прозой» (1989), «Господин Малоссен» (1995), «Плоды страсти» (1997), также с созданные в жанре «чёрного детектива». В романе «Диктатор и гамак» (истории о латиноамериканском диктаторе-агорафобе и чехарде его двойников, сменяющих друг друга) вернулся к политической сатире, совмещённой с изложением писательской «кухни».
Его книги переведены на 26 языков мира, в том числе и русский, и удостоены большого количества литературных премий в разных странах.
Во время президентских выборов во Франции в 2002 году был членом теневого кабинета.

## Факты
- Более 25 лет Пеннак отдал работе с детьми с задержками развития.
- В его семье говорили, что Даниэлю понадобился целый год на то, чтобы запомнить букву «а». Его отец шутил, что к двадцати шести годам Даниэль будет знать алфавит в совершенстве.[3]
- Первую публикацию — эссе «Le service militaire au service de qui?» — Пеннак публиковал под псевдонимом, чтобы не повредить военной карьере отца.[3]

### Награды
- В 2002 году Даниэль Пеннак получил международную премию Гринцане-Кавур.
- Новелла «L'œil du loup» («Глаз волка»), переведённая на английский язык Сарой Адамс, получила Marsh Award for Children’s Literature in Translation в 2005 году.
- В 2007 году Пеннак получил литературную премию Ренодо за эссе «Школьная тоска» (Chagrin d'école). Книга Пеннака не значилась в шорт-листе, но председатель жюри Патрик Бессон буквально подсунул её на десятом туре голосования, а другой член жюри Жан-Мари Гюстав Леклезио (нобелевский лауреат 2008 года) очень энергично её поддержал.
- 23 марта 2013 года, мультфильм, снятый по сценарию Даниэля Пеннака на основе серии книг про Эрнеста и Селестину бельгийской писательницы и иллюстратора Габриэль Винсан, получил премию Сезар.

## Как роман
Эссе Пеннака «Как роман» (fr:Comme un roman, 1992) излагает принципы эффективного подхода к литературе:
1. Право не читать
2. Право перескакивать
3. Право не дочитывать
4. Право перечитывать
5. Право читать что попало
6. Право на боваризм
7. Право читать где попало
8. Право втыкаться (Le droit de grappiller)
9. Право читать вслух
10. Право молчать о прочитанном[4]

Эти десять законов получили название «Декларации прав читателя»

### Сага о Малоссене
- «Людоедское счастье» / Au bonheur des ogres (1985)
- «Фея карабина» / La fée carabine (1987)
- «Маленькая торговка прозой» / La petite marchande de prose (1989)
- «Господин Малоссен» / Monsieur Malaussène (1995)
- «Господин Малоссен в театре» / Monsieur Malaussène au théâtre (1996)
- «Христиане и мавры» / Des Chrétiens et des maures (1996)
- «Плоды страсти» / Aux fruits de la passion (1999)
- «Дело Малоссена» / Le cas Malaussène I: Ils m’ont menti (2017)

### Эссе
- Le service militaire au service de qui?, (1973) опубликовано под настоящим именем (Даниэль Пеннакиони)
- «Как роман» / Comme un roman (1992)
- «Спасибо» / Merci (2004)

### Другие
- Le grand Rex (1980)
- «Собака Пёс» / (Cabot-Caboche) (1982)
- «Глаз волка» / (L'Œil du loup) (1984)
- Le sens de la Houppelande (1991)
- «Камо и агентство Вавилон» / Kamo: L’agence Babel (1992)
- «Камо и я» / Kamo et moi (1992)
- «Камо: идея века / Kamo»: L’idée du siècle (1993)
- Vercors d’en haut: La réserve naturelle des hauts-plateaux (1996)
- «Камо: побег» / L'Évasion de Kamo (1997)
- «Господа дети» / Messieurs les enfants (1997)
- Le tour du ciel (1997)
- Les grandes vacances, (фотоальбом) Пеннак и Робер Дуано (2002)
- Диктатор и гамак / Le Dictateur et le hamac (2003)
- Школьные страдания / Chagrin d'école (2007)
- La vie de famille
- La débauche
- Qu’est-ce que tu attends, Marie?
- Sahara
- Journal d´un corps (2012)

### Сценарии
- Глаз волка (1998) / L’oeil du loup
- Bartleby le scribe (ТВ, 2010)
- Эрнест и Селестина: Приключения мышки и медведя (2012) / Ernest et Célestine
- Ограм на счастье (2013) / Au bonheur des ogres

## Экранизации
- Messieurs les enfants / Господа младенцы, 1997
- L’Oeil du loup / Волчий глаз, 1998
- Au bonheur des ogres / Ограм на счастье (Людоедское счастье), 2013